# Pérez Art Museum Miami
Il Pérez Art Museum Miami (PAMM) è un museo d'arte che si trova a Downtown Miami, Florida, negli Stati Uniti d'America.

## Sede attuale
Fu fondato nel 1984 come centro di belle arti, e nel 1996 divenne il Miami Art Museum, dedicandosi all'arte contemporanea. Si trovava al 101 di West Flagler Street, nella stessa Miami Cultural Plaza dove si trova HistoryMiami e la Miami-Dade Public Library. Il MAM veniva visitato da più di 60.000 visitatori l'anno.
Nel 2013 è stato trasferito nella nuova sede al 1103 di Biscayne Boulevard. Il museo è servito dalla Metropolitana di Miami con la Museum Park Station del Metromover.

## Collezione
Il Miami Art Museum ha iniziato la sua collezione dal 1996. Nella sua collezione permanente sono presenti lavori della seconda metà del XX secolo e contemporanei di Purvis Young, José Bedia Valdés, Joseph Cornell, Kehinde Wiley, James Rosenquist, Frank Stella e Kiki Smith.

## Nuova sede
Nel dicembre 2013 è avvenuto il trasferimento del MAM dalla sua attuale sede nel Central Business District al Museum Park di Park West, dove avrà la sede anche il Miami Science Museum.
La costruzione del nuovo edificio era iniziata nel novembre 2010, disegnato dallo studio di architettura svizzero Herzog & de Meuron, contrattualizzati da Terence Riley, direttore del museo nel 2009, quando il progetto venne avviato. L'edificio del nuovo museo si trova di fianco al nuovo edificio del Miami Science Museum nel parco ridisegnato. L'edificio è di 18.580 m², composto da 11.150 m² di interni e 7.430 m² di esterni. Ci si aspetta che il Miami Science Museum apra tra il 2014 ed il 2015.